# Zachary Wentz
Zachary Green (* 29. April 1994 in Lima, Ohio, USA), besser bekannt unter seinem Ringnamen Zachary Wentz, ist ein US-amerikanischer Wrestler. Er stand zuletzt bei World Wrestling Entertainment (WWE) unter Vertrag und trat regelmäßig als Nash Carter in deren wöchentlicher TV-Show WWE NXT auf. Sein bislang größter Erfolg ist der zweifache Erhalt der NXT Tag Team Championship.

## Wrestlingkarriere
Green wurde von den Hardy Boyz inspiriert. Bei Rockstar Pro Wrestling traf er den Wrestler Dave Crist, der seine Karriere prägte. Beim Event Rockstar Pro Amped, welche von Rockstar Pro Wrestling veranstaltet wurde, bestritt Green am 17. Dezember 2014 als Zachary Wentz sein erstes Wrestlingmatch. Am 9. November 2016 gewann er von Dave Crist die Rockstar Pro Championship. Den Titel hielt er bis zum 3. Februar 2017.
Bei Combat Zone Wrestling bildete er mit Dave Crist, JT Davidson und Dezmond Xavier das Stable Scarlet And Graves. Mit seinem Stable-Kollegen Dezmond Xavier konnte er zwei Mal die CZW Tag Team Championship halten. Als sich 2018 das Stable auflöste, gründete er mit Dezmond Xavier das Tag Team The Rascalz. The Rascalz etablierten sich in der Independentligen als erfolgreiches Tag Team. Sie gewannen bei Pro Wrestling Guerrilla am 24. April 2018 von Jeff Cobb und  Matt Riddle die PWG World Tag Team Championship. Obwohl sie nicht mehr für die Liga antreten, sind sie immer noch amtierende Titelträger.
Auch bei Impact Wrestling traten The Rascalz regelmäßig auf, wobei sich ihnen auch Trey Miguel anschloss. Seinen ersten Auftritt für Impact Wrestling hatte er allerdings am 17. August 2017 bei Destination X wo er an der Seite von Jason Cade gegen oVo (Dave Crist und Jake Crist) ein Match bestritt, welches er verlor.  Am 18. November 2020 wurde bekannt gegeben, dass alle drei Mitglieder von The Rascalz Impact Wrestling verlassen werden.
Am 2. Dezember 2020 gab World Wrestling Entertainment die Verpflichtung von Dezmond Xavier und Zachary Wentz bekannt. Bei der WWE wurden ihre Ringnamen und der Name ihres Tag Teams geändert. Der Name ihres Tag Teams wurde in MSK umbenannt. Sein neuer Ringname in der WWE lautet Nash Carter, während Dezmond Xavier den Namen Wes Lee bekam. Ihr Debüt-Match in der WWE bestritten sie bei NXT am 13. Januar 2021. Dort besiegten sie Isaiah Scott und Jake Atlas in der ersten Runde der Dusty Rhodes Tag Team Classic. Er erreichte zusammen mit Nash Carter das Finale. Bei dem Finale am 14. Februar 2021 bei NXT TakeOver: Vengeance Day gewannen sie gegen James Drake und Zack Gibson. Am 7. April 2021 gewannen sie bei NXT TakeOver: Stand and Deliver die vakante NXT Tag Team Championship, hierfür besiegten sie The Grizzled Young Veterans James Drake und Zack Gibson sowie Legado del Fantasma Raul Mendoza & Joaquin Wilde. Die Regentschaft hielt 202 Tage und verloren die Titel, schlussendlich am 26. Oktober 2021 an Imperium Marcel Barthel und Fabian Aichner. Am 2. April 2022 gewann er zusammen mit Carter bei NXT Stand & Deliver (2022) erneut NXT Tag Team Championship. Hierfür besiegten sie Imperium Marcel Barthel und Fabian Aichner sowie The Creed Brothers Brutus Creed und Julius Creed in einem Triple-Threat-Tag-Team-Match. Am 6. April 2022 wurde er von der WWE, aufgrund von Missbrauchsvorwürfen entlassen. Die NXT Tag Team Championship wurde am 8. April 2022 nach sechs Tagen Regentschaft für vakant erklärt.

## Erfolge
- World Wrestling Entertainment
  - 2× NXT Tag Team Championship mit Wes Lee
  - Dusty Rhodes Tag Team Classic (mit Wes Lee 2021)

- All American Wrestling
  - 1× AAW Tag Team Championship mit Dezmond Xavier

- American Luchacore
  - 2× American Luchacore Championship

- Combat Zone Wrestling
  - 2× CZW World Tag Team Championship mit Dezmond Xavier

- Pro Wrestling Guerrilla
  - 1× PWG World Tag Team Championship mit Dezmond Xavier

- The Wrestling Revolver
  - 1× PWR Tag Team Championship mit Dezmond Xavier

- Rockstar Pro Wrestling
  - 1× Rockstar Pro Championship
  - 1× Rockstar Pro Trios Championship (mit Clayton Jackson und Myron Reed)

- Southside Wrestling Entertainment
  - 1× SWE Tag Team Championship mit Dezmond Xavier

- Xtreme Intense Championship Wrestling
  - 1× XICW Tag Team Championship mit Aaron Williams, Dave Crist, Kyle Maverick, Trey Miguel, und Dezmond Xavier